# Disturbo del sonno da lavoro a turni
Il disturbo del sonno da lavoro a turni (o in lingua inglese shift work sleep disorder - SWSD) è un disturbo del sonno che affligge le persone che cambiano i loro orario di lavoro o del sonno frequentemente, o coloro che lavorano a lungo termine nei turni notturni.
Tali interruzioni ricorrenti del ritmo del sonno possono portare a diversi disturbi fisici tra i quali insonnia e/o eccessiva sonnolenza diurna. 
È un disturbo frequente nei soggetti che lavorano in orari inconsueti, di solito tra le 22:00 e le 6:00.

## Sintomi
I sintomi più frequenti di SWSD sono insonnia e sonnolenza eccessiva. Altri sintomi includono:
- difficoltà di concentrazione
- cefalea
- spossatezza

Non tutti i lavoratori soffrono di SWSD. Però se un turnista ha uno di tali sintomi dovrebbe parlarne al proprio medico.

## Conseguenze
Le conseguenze di SWSD comprendono:
- aumento di infortuni
- aumento degli errori relativi al lavoro
- aumento di assenze per malattia
- aumento di irritabilità, problemi dell'umore ecc.

La Danimarca è il primo Paese che ha deciso di risarcire per il tumore alla mammella donne che per anni avevano lavorato in mansioni pubbliche con turni notturni come infermiere o assistenti di volo.

## Come affrontare la SWSD
I lavoratori notturni devono essere disposti a fare del sonno una priorità. Chi lavora in turni oltre le ore 21 di routine, dovrebbe prepararsi per il sonno anche se è giorno. Preparate la mente per dormire; minimizzate l'esposizione alla luce solare durante il ritorno a casa dopo il turno di notte per evitare l'attivazione dell'orologio diurno all'interno del cervello. Seguite i rituali dell'ora di dormire soliti e provate a mantenere un ciclo del sonno regolare, anche nei weekend. Andate a dormire prima possibile dopo il turno di notte; è importante dormire almeno 7 - 8 ore al giorno.